# 乔塔钦

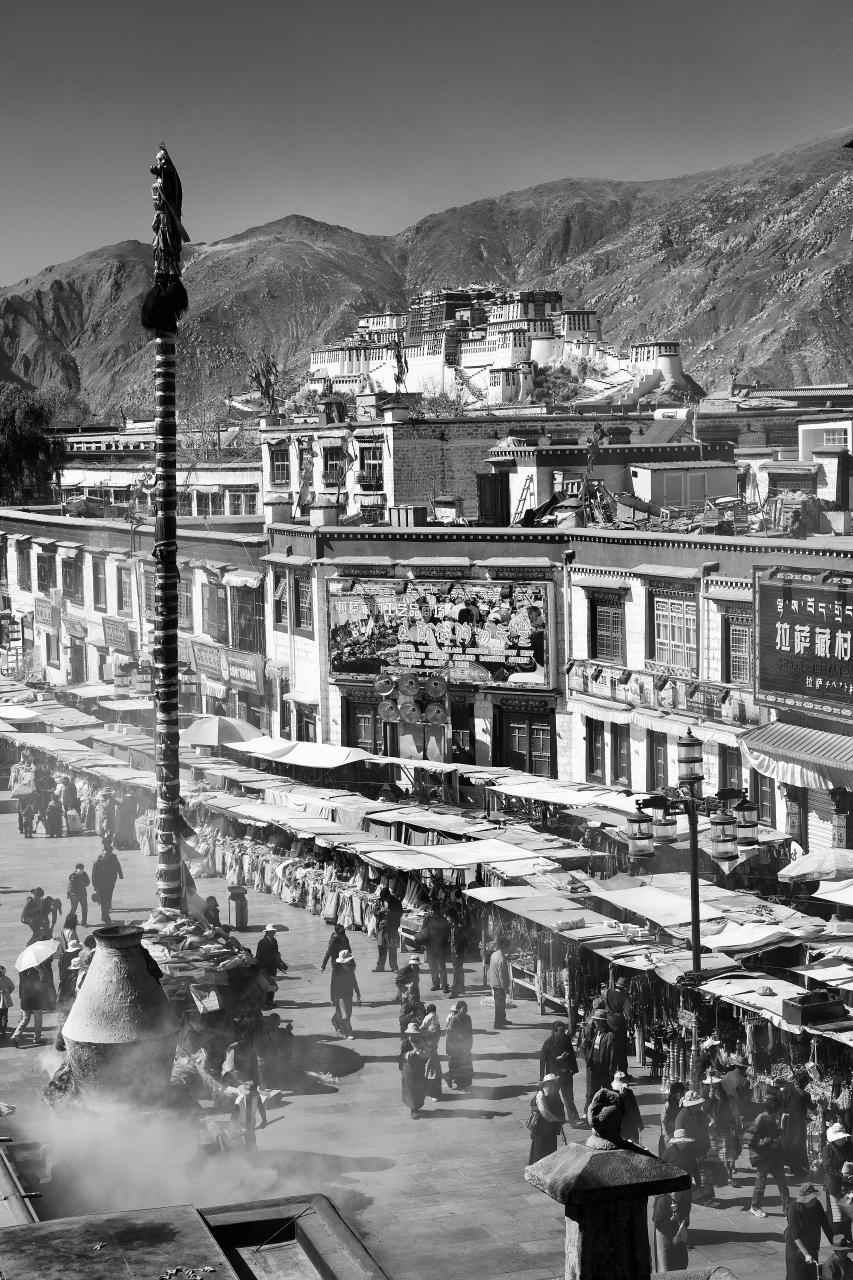
乔塔钦

乔塔钦（藏語：ཆོས་དར་ཤིང་），位于西藏自治区拉萨市城关区八廓，是一座大经旗杆。“塔钦”意为“大经旗”。

## 简介

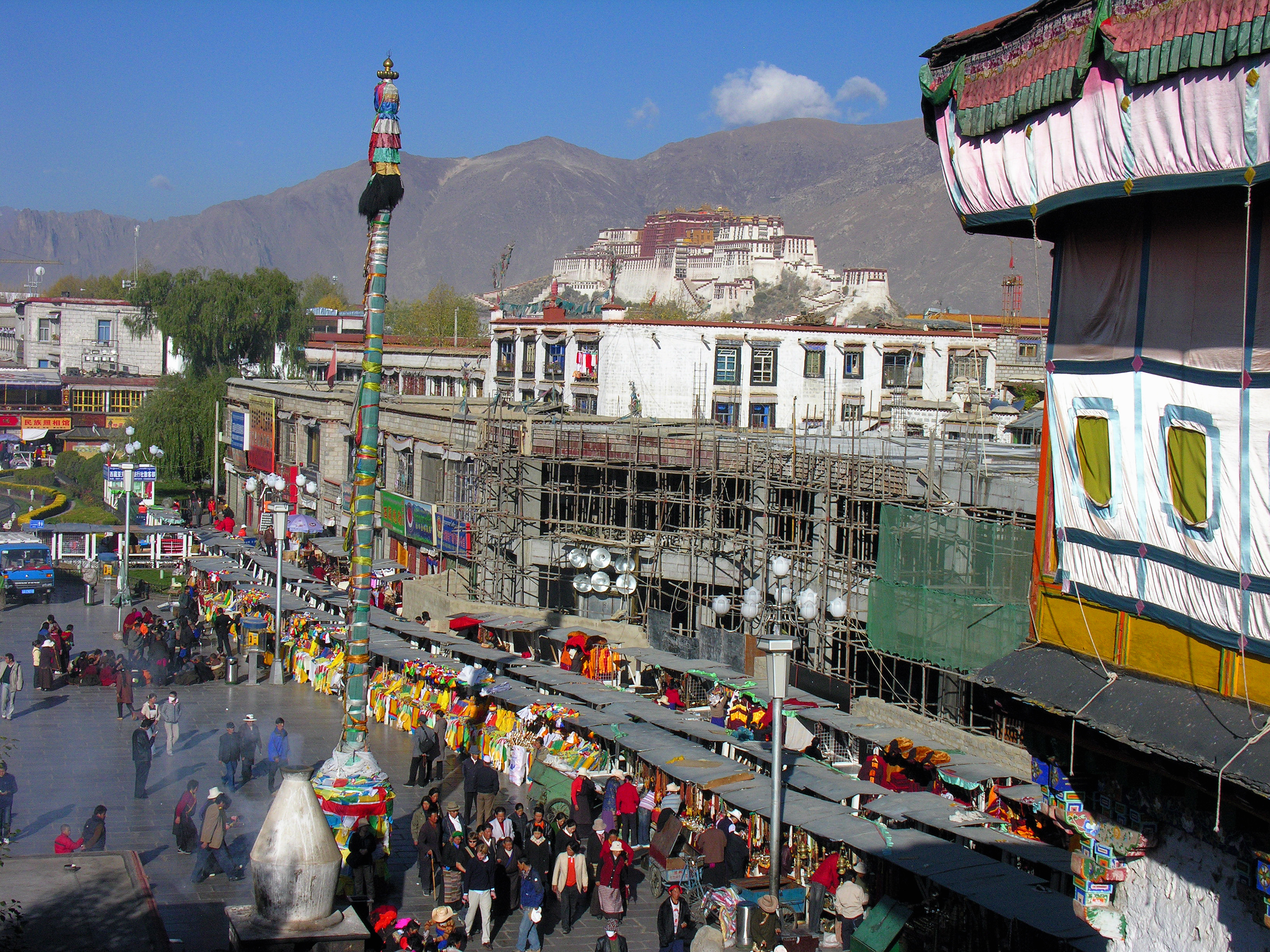
乔塔钦

“乔塔钦”意思是“佛的经旗杆”。位于大昭寺西大门外。相传，7世纪中叶，吐蕃赞普松赞干布发“欢喜心”，为迎接释迦牟尼佛像光临拉萨而树立了该经旗杆。
八廓有四根大经旗杆，分别为乔塔钦、甘丹塔钦、嘎顿塔钦、格桑塔钦。旧时，拉萨有专人管理这些大经旗杆，称为“热结巴”，既是乞丐，又是西藏噶厦的差役。此外还有一种称作“边顿巴”的贱民，多是从监狱释放的囚犯，地位更低，只能当“热结巴”的助手。每年藏历腊月初八日，“热结巴”们便将四根经旗杆放倒，悬挂上新的旗幡、经文、哈达、彩布，到次年藏历正月初三日，将四根经旗杆重新竖立起来。
西藏和平解放后，“热结巴”、“边顿巴”均没有了，该任务曾由拉萨市文教局清洁队承担。1960年代初，清洁队每次将经旗杆放倒又重新竖立时，仍完全靠手工操作，经旗杆立起来后，接着喇嘛们云集拉萨城，开始举行一年一度的传召大法会。文化大革命中，有两根经旗杆被毁，1986年十世班禅重新竖立。